# Liam Kofi Bright
Liam Kofi Bright est un philosophe des sciences britannique qui est professeur adjoint et chargé de cours au département de philosophie, de logique et de méthode scientifique à la London School of Economics and Political Science,,,,. Il travaille principalement sur l'épistémologie sociale formelle, en particulier l'épistémologie sociale de la science. Certains de ses autres travaux portent sur la philosophie africaine et la modélisation formelle de phénomènes sociaux comme l'intersectionnalité,. Bright remporte le Prix Philip-Leverhulme dans la catégorie philosophie et théologie en 2020.

## Biographie
Bright est titulaire d'un baccalauréat en philosophie de l'Université de Warwick, d'une maîtrise ès sciences en philosophie des sciences de la London School of Economics and Political Science, et d'une maîtrise ès sciences et d'un doctorat en philosophie en logique, informatique et méthodologie de le département de philosophie de l'Université Carnegie-Mellon sous la direction du philosophe Kevin Zollman,.
La plupart des travaux de Bright impliquent des modèles formels de l'épistémologie de la science et des pratiques scientifiques institutionnelles telles que l'examen par les pairs,,. Certains de ses autres travaux tournent autour de la pensée de philosophes africains comme W. E. B. Du Bois (dont il est invité deux fois à BBC Radio 4 pour discuter ,) et sur les formalisations de phénomènes comme l'intersectionnalité.